# Caird-Küste
Koordinaten: 76° 0′ S, 24° 0′ W
Die Caird-Küste ist eine Küste der Antarktis am Weddellmeer südlich des Brunt-Eisschelfs mit der Halley-Station. Sie gehört zum Coatsland, ebenso wie das südwestlich sich anschließende Prinzregent-Luitpold-Land. Im Osten schließt sich die Prinzessin-Martha-Küste im Königin-Maud-Land an.
Ernest Shackleton benannte 1914 die Küste während der britischen Endurance-Expedition nach dem schottischen Unternehmer Sir James Key Caird (1837–1916), der als Hauptfinanzier diese Expedition mit £ 24.000 gesponsert hatte.